# 阿利森嶺
70°45′S 66°19′E / 70.750°S 66.317°E
阿利森嶺（英語：Allison Ridge）是南極洲的山嶺，位於麥克羅伯特森地，屬於查爾斯王子山脈中阿拉米斯山脈的一部分，根據澳大利亞探險隊拍攝的空中照片繪入地圖，現時由南極條約體系管理。